# Annapurna II
Annapurna II je hora na východě masivu Annapurna v Himálaji, která leží na území Nepálu. Hora dosahuje výšky 7937 m n. m. a po hlavním vrcholu masivu je jeho nejprominentnějším vrcholem (2437 m). Jde o šestnáctou nejvyšší horu světa. Prvovýstup na horu provedla expedice vedená J. O. M. Robertsem dne 17. května 1960, a to přes západní hřeben. Vrcholu tehdy dosáhli Richard Grant, Chris Bonington a šerpa Ang Nyima. V roce 1969 vrcholu hory dosáhla jugoslávská expedice, a to stejnou cestou jako při prvovýstupu. Další výstup provedl Japonec Katsuyuki Kondo v roce 1973, který lezl nejprve přímo severní stěnou mezi IV a V a následně pokračoval přes západní hřeben. Z jihu na horu vystoupil v roce 1983 Australan Tim Macartney-Snape. V roce 2007 byl čtyřčlenným týmem proveden první zimní výstup.